# Једини излаз (филм из 2021)
Једини излаз је српски филм из 2021. године по сценарију Марка Поповића, у режији Дарка Николића. Премијерно је приказан 10. фебруара 2021. године.
Од вишка материјала, који није приказан у филму, састоји се истоимена телевизијска серија.

## Радња
Велики пожар у београдском ноћном клубу Једини излаз однео је 12 жртава. Ана Колар је те кобне ноћи била у клубу заједно са својим супругом Сашом. Саша је погинуо, а Ана доживела тешко тровање угљенмоноксидом због којег је била у коми и не сећа се шта се догодило.
Ана наставља да живи са сином Луком али не може да се помири са губитком, па има честе ноћне море и нападе панике. Шест година касније је објављена пресуда за кривицу у вези са пожаром, Ани на мејл са непознате адресе стиже видео клип на којем она види свог покојног мужа и поверује да је и он даље жив.
Потрага за Сашом водиће Ану кроз замршен круг насиља, лажи и уцена и натерати је да се суочи са најмрачнијим тајнама из прошлости.

## Улоге
| Глумац                     | Улога                  |
| -------------------------- | ---------------------- |
| Анђелка Прпић              | Ана Колар              |
| Љубомир Бандовић           | Инспектор Дејан Штрбац |
| Борис Комненић             | Доктор Соколовић       |
| Даница Максимовић          | Сузана Колар           |
| Јанко Поповић Воларић      | Саша Колар             |
| Никола Ристановски         | Виктор Колар           |
| Милена Предић              | Маша Колар             |
| Милан Чучиловић            | Драган Божовић         |
| Андрија Бошковић           | Лука Колар             |
| Слободан Бештић            | Доктор Угљешић         |
| Радослав Миленковић        | инспектор Воја Тошић   |
| Марко Јањић                | Иван                   |
| Милош Влалукин             | Жељко Бокан            |
| Вања Ејдус                 | Праки                  |
| Mилица Јевтић              | жена Воје Тошића       |
| Оља Хрустић                | Катарина Сандић        |
| Соња Колачарић             | Милица Драгин          |
| Вукашин Јовановић (глумац) | Андреј Матић           |